# Championnat de Saint-Vincent-et-les-Grenadines de football 2019-2020
Navigation
Édition précédente Édition suivante
La saison 2019-2020 du championnat de Saint-Vincent-et-les-Grenadines de football est la quatorzième édition de la SVG Premier Division, le championnat de première division de Saint-Vincent-et-les-Grenadines.

Le Pastures FC (en), tenant du titre, fait face aux onze meilleures équipes de Saint-Vincent-et-les-Grenadines. Il s'agit de la dernière saison avec ce nombre de clubs avant le passage à dix formations pour la saison 2020-2021. En raison de la pandémie de Covid-19, les activités sportives sont suspendues de la mi-mars à la mi-août 2020 alors que les clubs des deux premières divisions au pays aient voté pour achever le calendrier 2019-2020 à huis clos au Victoria Park (en). Au terme de l'exercice, Hope International (en) devance les North Leeward Predators (en) de quatre points et remporte le quatrième titre de son histoire.

## Équipes participantes
| \| Kingstown : Avenues United Awesome FC Hope International Jebelle FC Pastures FC System 3 Kingstown Sion Hill North Leeward Camdonia Chelsea Bequia United Greiggs FC SV United \| Localisation des équipes engagées. |
| Kingstown : Avenues United Awesome FC Hope International Jebelle FC Pastures FC System 3 Kingstown Sion Hill North Leeward Camdonia Chelsea Bequia United Greiggs FC SV United                                          |

| Équipe                       | Classement 2018-2019 | Ville          | Stade                      |
| ---------------------------- | -------------------- | -------------- | -------------------------- |
| Pastures FC (en)             | Champion             | Kingstown      | Victoria Park (en)         |
| North Leeward Predators (en) | 2e                   | Chateaubelair  | Goolin Playing Field       |
| Sion Hill (en)               | 3e                   | Sion Hill      |                            |
| Hope International (en)      | 4e                   | Kingstown      | Victoria Park              |
| System 3 FC (en)             | 5e                   | Kingstown      | Victoria Park              |
| SV United                    | 6e                   | Georgetown     |                            |
| Jebelle FC                   | 7e                   | Kingstown      | Victoria Park              |
| Avenues United (en)          | 8e                   | Kingstown      | Victoria Park              |
| Camdonia Chelsea (en)        | 9e                   | Campden Park   | Campden Park Playing Field |
| Bequia United (en)           | 10e                  | Port Elizabeth | Clive Tannis Playing Field |
| Awesome FC                   | Promu                | Kingstown      | Victoria Park              |
| Greiggs FC                   | Promu                | Greiggs (en)   |                            |

Légende des couleurs
- Tenant du titre
- Promu

## Compétition

### Classement
Les dix équipes s'affrontent deux fois en format aller-retour, une fois à domicile, une fois à l'extérieur. Néanmoins, le championnat n'ayant pas à son terme, voici le classement au moment de son abandon après quatre journées disputées.
Le barème de points servant à établir le classement se décompose ainsi :
- Victoire : 3 points
- Match nul : 1 point
- Défaite : 0 point

| Rang | Équipe                       | Pts | J  | G  | N | P  | Bp | Bc | Diff |
| ---- | ---------------------------- | --- | -- | -- | - | -- | -- | -- | ---- |
| 1    | Hope International (en) T    | 50  | 22 | 16 | 2 | 4  | 61 | 30 | +31  |
| 2    | North Leeward Predators (en) | 46  | 22 | 14 | 4 | 4  | 53 | 23 | +30  |
| 3    | System 3 FC (en)             | 45  | 22 | 14 | 3 | 5  | 67 | 34 | +33  |
| 4    | Jebelle FC                   | 43  | 22 | 13 | 4 | 5  | 46 | 26 | +20  |
| 5    | Pastures FC (en)             | 35  | 22 | 11 | 2 | 9  | 43 | 41 | +2   |
| 6    | Sion Hill                    | 29  | 22 | 8  | 5 | 9  | 41 | 40 | +1   |
| 7    | Avenues United (en)          | 27  | 22 | 7  | 6 | 9  | 36 | 41 | -5   |
| 8    | Awesome FC P                 | 26  | 22 | 7  | 5 | 10 | 22 | 47 | -25  |
| 9    | SV United                    | 24  | 22 | 7  | 3 | 12 | 33 | 38 | -5   |
| 10   | Camdonia Chelsea (en)        | 17  | 22 | 5  | 2 | 15 | 30 | 59 | -29  |
| 11   | Bequia United (en)           | 17  | 22 | 5  | 2 | 15 | 30 | 66 | -36  |
| 12   | Greiggs FC P                 | 16  | 22 | 4  | 4 | 14 | 44 | 61 | -17  |

|  | Champion de Saint-Vincent-et-les-Grenadines 2019-2020 |
|  | Relégué en First Division                             |
|  | T : Tenant du titre                                   |

## Bilan de la saison
| Championnat de Saint-Vincent-et-les-Grenadines de football 2019-2020 |                                    |
| Champion                                                             | Hope International (en) (4e titre) |
| Dauphin                                                              | North Leeward Predators (en)       |
| Qualifications continentales                                         |                                    |
| Caribbean Club Shield 2021                                           | Hope International (en)            |
| Promotions et relégations                                            |                                    |
| Promus en SVG Premier Division                                       | Largo Height                       |
| Promus en SVG Premier Division                                       | Layou FC (en)                      |
| Relégués en SVG First Division                                       | SV United                          |
| Relégués en SVG First Division                                       | Camdonia Chelsea (en)              |
| Relégués en SVG First Division                                       | Bequia United (en)                 |
| Relégués en SVG First Division                                       | Greiggs FC                         |